# John Joseph Hughes
John Joseph Hughes (ur. 24 czerwca 1797 w Annaloghan w Irlandii, zm. 3 stycznia 1864 w Nowym Jorku) – amerykański duchowny katolicki pochodzenia irlandzkiego, pierwszy arcybiskup Nowego Jorku.

## Życiorys

### Młodość i kapłaństwo
Przyszedł na świat w Ulsterrze na północy Irlandii, w hrabstwie Tyrone. On i jego rodzina cierpiała prześladowania religijne z powodu sytuacji politycznej w kraju. Młody John Kształcił się w Augher, lecz musiał przerwać naukę i przez pewien czas pomagał w jednym z gospodarstw rolnych swego ojca, który w tym czasie wyemigrował do USA. Syn dołączył do niego w roku następnym. Ponieważ od najmłodszych lat przejawiał chęć bycia kapłanem, próbował kilkakrotnie dostać się do seminarium duchownego w Emmitsburgu w Marylandzie. Został tam ostatecznie zatrudniony jako ogrodnik o. Johna Dubois PSS. W tym czasie zaprzyjaźnił się z późniejszą świętą Elżbietą Seton, na której wywarł on bardzo pozytywne wrażenie i przekonała ona wówczas o. Dubois, by ten ponownie rozpatrzył podanie młodego Hughesa. We wrześniu 1820 roku został oficjalnie przyjęty w poczet kleryków, będąc nadal ogrodnikiem seminaryjnym i wykładowcą łaciny i matematyki. Jako diakon postanowił związać się z diecezją Filadelfia (w obrębie której mieszkała jego rodzina po przeprowadzce na kontynent amerykański). Święcenia kapłańskie otrzymał 15 października 1826 roku z rąk ordynariusza Henry’ego Conwella. Pracował duszpastersko w Filadelfii, gdzie jego zaangażowanie i zdolności przyciągały powszechną uwagę i podziw, m.in. doprowadzając do konwersji jednego z miejscowych duchownych prezbiteriańskich i załagodzenia buntu wiernych jednej z parafii przeciw biskupowi. Od tego czasu jego nazwisko coraz częściej wymieniane było wśród kandydatów do mitry biskupiej. 

### Koadiutor i ordynariusz nowojorski
8 sierpnia 1837 została ogłoszona jego nominacja biskupia. Miał zostać koadiutorem ordynariusza Nowego Jorku, który ze względu na wiek i słabe zdrowie nie mógł w pełni wykonywać swych obowiązków. Tym biskupem był John Dubois, jego dawny wykładowca i moderator z lat seminaryjnych. Otrzymał wówczas stolicę tytularną Basilinopolis. Sakry udzielił mu bp Dubois, z towarzyszeniem biskupów z Bostonu i Filadelfii. Od 1839 administrator diecezji. Sukcesję przejął w grudniu 1842. Początek jego rządów był jednym z najtrudniejszych okresów dla katolików w całej historii USA. Wystąpienia tzw. Natywistów w 1844 doprowadziły do gwałtownych rozruchów w Filadelfii, gdzie niszczone były kościoły i klasztory. Nowy Jork mógł stać się areną podobnych wydarzeń, gdyby nie ogromne zaangażowanie biskupa Hughesa. Zaapelował do burmistrza by nie organizować spotkania partii (Natywistów) w mieście, a wiernym zalecał rozwagę i spokój, nawet w przypadku ataków na świątynie. Ostatecznie do zebrania partii w Nowym Jorku nie doszło. Dziesięć lat później jego podobna postawa podczas wystąpień Nic Niewiedzących (Know Nothing) znowu zapobiegła rozlewowi krwi.

### Metropolita prowincji Nowy Jork
19 lipca 1850 diecezja nowojorska została podniesiona do rangi metropolii, a bp Hughes został jej pierwszym metropolitą. Paliusz, wraz z innymi nowo mianowanymi metropolitami amerykańskimi, odebrał z rąk papieża Piusa IX wiosną roku 1851. W skład jego prowincji wchodziły diecezje: Albany, Buffalo, Brooklyn, Newark, Boston, Burlington, Hartford i Portland. W roku 1854 zorganizował pierwszy synod prowincjonalny, po którym udał się do Rzymu na ogłoszenie dogmatu o Niepokalanym Poczęciu NMP. W tym okresie działał na rzecz imigrantów z Irlandii, którzy masowo przybywali do USA i próbował wyegzekwować wsparcie państwa dla szkół religijnych. Zaprotestował przeciwko jednemu tłumaczeniu Biblii, które miało być obecne we wszystkich publicznych szkołach. Ponieważ była to protestancka Biblia króla Jakuba, Hughes uznał to za atak na Kościół katolicki i wolność sumienia. Gdy doszedł do wniosku, iż nie uda mu się zapewnić wsparcia państwa dla swych wyznawców, założył niezależny katolicki system szkolny, który był wzorem na późniejszej III sesji Synodu Plenarnego Baltimorskiego. Od 1884 wszystkie dzieci katolików miały być wysyłane do szkół parafialnych. Ufundował kilka szkół średnich i wyższych (m.in. Uniwersytet Fordham i Mannhattan College), a także rozpoczął budowę nowej katedry archidiecezjalnej. 

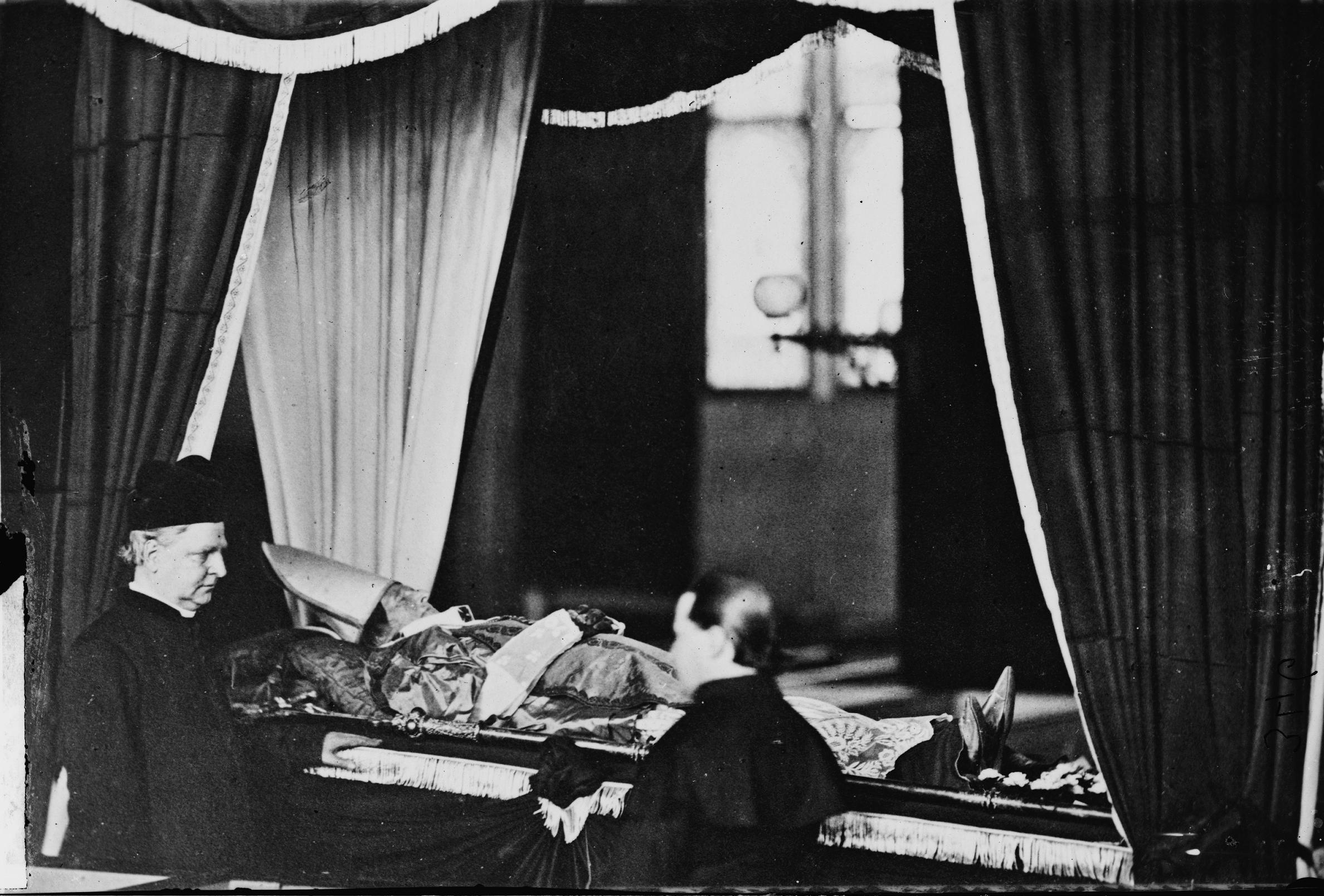
Wystawienie ciała abpa Hughesa

Jego osobowość, odwaga, bezkompromisowość, ale także patriotyzm sprawiły, iż był powszechnie lubiany i szanowany przez mieszkańców miasta i miejscowe władze. Pozostawił po sobie prężnie rozwijający się Kościół w stanie Nowy Jork. Po jego śmierci listy pełne szacunku przesłały władze miejskie, stanowe, a nawet sam prezydent Abraham Lincoln. Pochowany początkowo w starej katedrze, ciało przeniesiono po latach do obecnej katedry św. Patryka.